# Política regional de la Unió Europea
La Política regional de la Unió Europea és una política d'inversions de la Comissió Europea que té per objectiu reduir les disparitats socioeconòmiques i territorials que existeixen entre les regions d'Europa. Aquestes inversions contribueixen a assolir els objectius de l'estratègia Europa 2020.
Més d'un terç del pressupost de la Unió Europea està dedicat a aquesta política, que persegueix eliminar disparitats econòmiques, socials i territorials dintre de la UE, reestructurar les àrees amb declivi industrial i diversificar les àrees rurals que tenen una agricultura en declivi. En fer això, la política regional de la UE està orientada a fer les regions més competitives, fomentant el creixement econòmic i la creació de llocs de treball. La política també té un paper en objectius més amplis de cara el futur, inclòs el canvi climàtic, l'abastiment energètic i la globalització.
La política regional de la Unió Europea cobreix totes les regions europees, encara que aquestes regions pertanyen a diferents categories –també nomenades objectius–, depenent majoritàriament de la seva situació econòmica. En el període de finançament 2007-2013, la política regional de la UE consistia en tres objectius: «Convergència», «Competitivitat regional i col·locació», i «Cooperació territorial europea». Aquests reemplaçaven els tres previs objectius entre 2000-2006, que eren simplement coneguts com a "Objectius 1, 2 i 3". El 17 de desembre de 2013 s'aprovà el paquet de lleis per a la política regional durant el període 2014-2020. Els focus d'inversió es concentren en quatre àrees prioritàries, la qual cosa es coneix com a 'Concentració Temàtica':
- Investigació i innovació.
- Agenda digital.
- Suport a petites i mitjanes empresas (PIME).
- Economia de baix carboni.

## Objectius

Subvencionables sota objectiu de convergència
Eliminació gradual de les subvencions sota l'objectiu de convergència
Subvencionables sota objectiu de competitivitat regional i col·locació
Eliminació gradual de les subvencions sota objectiu de competitivitat regional i col·locació

### Convergència
Amb diferència la major part dels fons de política regional (més del 80%) són dedicats a les regions incloses a l'objectiu de Convergència. Aquest objectiu cobreix les regions més pobres d'Europa el PIB per capita de les quals és inferior del 75% de la mitjana de la UE. Això inclou totes les regions dels nous estats membres, la major part del sud d'Itàlia, Alemanya Oriental, Grècia i Portugal, gran part d'Espanya i, abans de la seva retirada de la unió, algunes parts del Regne Unit.
Amb l'ampliació de nous estats membres el 2004 i el 2007, la mitjana del PIB per capita ha davallat. Com a resultat, algunes regions que pertanyien a l'Europa dels 15, que acostumaven a rebre finançament sota l'objectiu de Convergència, ara estan per damunt del llindar del 75%. Aquestes regions ara reben un suport transitori en «eliminació progressiva» fins al 2013, en què serà eliminat completament. Les regions que rebien fons pel criteri de Convergència i que ara estan per damunt del llindar del 75% estan rebent fons creixents mitjançant l'objectiu de Competitivitat regional i col·locació.
L'objectiu de Convergència està dirigit a permetre a les regions afectades que atrapin les regions de la UE més pròsperes, mitjançant la reducció de les disparitats econòmiques dintre de la Unió Europea. Exemples de projectes finançats sota aquests objectius inclouen la millora d'infraestructures bàsiques, assistència empresarial, construcció i modernització de plantes de residus i de tractament d'aigües, i millora de l'accés a les connexions d'Internet d'alta velocitat. Els projectes de Convergència regional tenen el suport de tres fons europeus: el Fons de Desenvolupament Regional Europeu (FEDER), el Fons Social Europeu (FSE) i els Fons estructurals de la Unió Europea.

#### Àrees subvencionades en l'actualitat
- Alemanya - Brandenburg - Nord-est i Sud-oest (eliminació progressiva), Mecklemburg-Pomerània Occidental, Saxònia - Dresden i Chemnitz, Saxònia - Leipzig (eliminació progressiva), Baixa Saxònia - Luneburg (eliminació progressiva), Saxònia-Anhalt - Magdeburg i Dessau, Saxònia-Anhalt - Halle (eliminació progressiva), Turíngia
- Àustria - Burgenland (eliminació progressiva)
- Bèlgica - Hainaut (eliminació progressiva)
- Bulgària - tota
- Xipre - tota (en creixement)
- República Txeca - tota (excepte Praga)
- Eslovàquia - tota (excepte Bratislava)
- Eslovènia - tota
- Espanya - Andalusia, Astúries (eliminació progressiva), Illes Canàries (en creixement), Castella-La Manxa, Castella i Lleó (en creixement), Ceuta i Melilla (eliminació progressiva), Extremadura, Galícia, Múrcia (eliminació progressiva), Comunitat Valenciana (en creixement)
- Estònia - tota
- Finlàndia - Itä-Suomi (en creixement)
- França - Guaiana Francesa, Guadalupe, Martinica, Reunió
- Grècia - Anatoliki Macedònia, Attiki (eliminació progressiva), Dytiki Ellada, Dytiki Macedònia (eliminació progressiva), Ionia Nisia, Ipeiros, Kentriki Makedònia (eliminació progressiva), Creta, Notio Aigaio (creixement), Peloponnès, Sterea Ellada (creixement), Tessàlia, Thraki, Voreio Aigaio
- Hongria - Észak-Alföld, Dél-Dunántúl, Észak-Alföld, Észak-Magyarország, Közép-Dunántúl, Nyugat-Dunántúl
- Irlanda - Frontera, Midland i Occidental (en creixement)
- Itàlia - Basilicata (eliminació progressiva), Calàbria, Campània Puglia, Sardenya (en creixement), Sicília
- Letònia - tota
- Lituània - tota
- Malta - tota
- Polònia - tota
- Portugal - Alentejo, Algarve (eliminació progressiva), Açores, Centre, Madeira (en creixement), Nord
- Romania - tota
- Regne Unit (abans de sortir-se'n) - Anglesey, Blaenau Gwent, Bridgend, Sir Caerffili, Carmarthenshire, Cornwall i les Illes Scilly, Ceredigion, Conwy, Denbighshire, Gwynedd, Merseyside (en creixement), Merthyr Tudful, Neath Port Talbot, Pembrokeshire, Rhondda Cynon Taf, Escòcia - Highlands i Illes, South Yorkshire (en creixement), Swansea, Torfaen

### Competitivitat regional i col·locació
Aquest objectiu cobreix totes les regions europees que no estan cobertes per l'objectiu de Convergència. Amb el 16% del pressupost de la política regional de la UE dedicat a aquest objectiu, la seva tasca principal és la creació de llocs de treball mitjançant la promoció de la competitivitat i la presa de les regions afectades amb més atractiu per a les empreses i els inversors. Possibles projectes inclouen el desenvolupament de transport net, el suport als centres de recerca, universitats, petites empreses, la capacitació i la creació de llocs de treball. El finançament es gestiona mitjançant el FEDER o pel FSE.

#### Àrees subvencionades en l'actualitat
- Àustria - Caríntia, Baixa Àustria, Salzburg, Estíria, Tirol, Alta Àustria, Viena, Vorarlberg
- Bèlgica - Tot Flandes, Lieja, Luxemburg, Namur, Brabant Való
- República Txeca - Praga
- Dinamarca - tota
- Finlàndia - Åland, Etelä-Suomi, Länsi-Suomi, Pohjois-Suomi
- França - tota la França Metropolitana inclosa Còrsega
- Alemanya - Baden-Württemberg, Baviera, Berlín, Bremen, Hamburg, Hessen, Baixa Saxònia - Braunschweig, Hannover i Weser-Ems, Renània del Nord-Westfàlia, Renània-Palatinat, Saarland, Schleswig-Holstein
- Hongria - Közép-Magyarország
- Irlanda - Oriental, Meridional
- Itàlia - Abruzzo, Emília-Romanya, Friül - Venècia Júlia, Lazio, Ligúria, Llombardia, Marques, Molise, Piemont, Tirol del Sud Trentí, Toscana, Úmbria, Vall d'Aosta, Vèneto
- Luxemburg - tot
- Els Països Baixos - tot
- Portugal - regió de Lisboa
- Eslovàquia - Bratislava
- Espanya - L'Aragó, Illes Balears, País Basc, Cantàbria, Catalunya, La Rioja, Comunitat de Madrid, Navarra
- Suècia - tota
- Regne Unit (abans de sortir-se'n) - Cardiff, Cheshire, Cumbria, Devon, Dorset, Escòcia Oriental, East Midlands, Est d'Anglaterra, Yorkshire Oriental (North Lincolnshire), Flintshire, Gibraltar, Gloucestershire, Gran Londres, Gran Manchester, Lancashire, Monmouthshire, Newport, Nord-est d'Anglaterra, Nord-est d'Escòcia, Irlanda del Nord, Yorkshire del nord, Powys, Somerset, Sud-est d'Anglaterra, Sud-oest d'Escòcia, Vale of Glamorgan, West Midlands, West Yorkshire, Wiltshire, Wrexham

### Cooperació territorial europea
Aquest objectiu està dirigit a reduir la importància de les fronteres dins d'Europa -tant entre com dins dels països- mitjançant la millora de la cooperació regional. Això permet tres tipus diferents de cooperació: fronterera, transnacional i interregional. Aquest objectiu és, amb diferència, el menys important en termes purament financers, representant només el 2,5% del pressupost per a política regional de la UE. És finançat exclusivament mitjançant el FEDER.